# NGC 3759A
NGC 3759A је спирална галаксија у сазвежђу Велики медвед која се налази на NGC листи објеката дубоког неба.
Деклинација објекта је + 55° 9' 44" а ректасцензија 11h 36m 58,0s. Привидна величина (магнитуда) објекта NGC 3759 износи 13,6 а фотографска магнитуда 14,3. NGC 3759A је још познат и под ознакама UGC 6582, MCG 9-19-135, CGCG 268-65, IRAS 11342+5526, PGC 35948.